# География Белиза
Белиз располагается в Центральной Америке на полуострове Юкатан. На северо-западе и севере граничит с Мексикой, на западе и юге — с Гватемалой. С востока Белиз омывается водами Карибского моря. Общая площадь страны составляет 22 966 км². Протяжённость с востока на запад составляет 105 км, а с севера на юг — 280 км. Численность населения — 312 698 человек. Столица — Бельмопан. (на 2010 г.).
Большую часть территории страны занимает низменная, местами заболоченная равнина со множеством озер и лагун. Наиболее крупные реки — Рио-Ондо и Белиз. На юге простираются горы Майя высотой до 1122 м (пик Виктория). Это самая малозаселённая часть Белиза. Вдоль побережья, на расстоянии около 30 км от него, тянется барьерный риф.
Климат Белиза — тропический пассатный. Средняя месячная температура около 26 °C. Северо-восточный пассат приносит много осадков. Количество их увеличивается с севера на юг от 1300 до 3500 мм в год. Сезон дождей длится с мая по июль. Ураганы с Карибского моря, сопровождающиеся ливнями и наводнениями, приносят стране тяжёлые бедствия.
Около половины территории страны покрывают влажные тропические леса. На юго-западе и севере Белиза значительные площади заняты листопадными широколиственными и хвойными лесами. Административно-территориальное деление — шесть округов.